# Muharrem Shahiqi
Muharrem Shahiqi (mac. Мухаррем Шахичи; ur. 1927 w Gjyrishcu, zm. 1997 w Gnjilanem) – jugosłowiański i kosowski poeta narodowości albańskiej, aktor filmowy i teatralny. Współzałożył Narodowy Teatr Macedonii, w którym pracował przez 28 lat, następnie w 1976 objął funkcję dyrektora Teatru Miejskiego w Gnjilanem.

## Życie prywatne
Miał ojca Lamë Shahiqiego, który był wojskowym, oraz syna Kujtima.